# Мика
Ми́ка (англ. Mika; имя при рождении — Майкл Холбрук Пенниман — младший (англ. Michael Holbrook Penniman, Jr.); род. 18 августа 1983) — британский певец и автор-исполнитель американo-ливанского происхождения.
После записи своего первого мини-альбома «Dodgy Holiday», Мика был назван музыкальным прорывом 2007 года в ежегодном опросе музыкальных критиков «Sound of…», проводимом телерадиовещательной корпорацией Би-би-си. В том же году Мика выпустил свой первый дебютный полноформатный студийный альбом «Life in Cartoon Motion», записанный в студии Island Records. Количество проданных копий составило более 5,6 млн по всему миру. В 2008 году певец завоевал награду на BRIT Awards в номинации «Лучший новый британский исполнитель» и был номинирован на «Грэмми». В январе 2007 года Мика возглавил UK Singles Chart с песней «Grace Kelly». На данный момент записано ещё четыре студийных альбома, последний из которых «My Name Is Michael Holbrook» был выпущен в октябре 2019 года. Также выступал в качестве судьи-наставника в телевизионных вокальных конкурсах: французской версии шоу «The Voice» и итальянской версии «X Factor». Мика также снимался в своём собственном телешоу «Stasera Casa Mika» в Италии, которое выиграло премию «Rose d'Or» в 2017 году. В 2022 году был ведущим Евровидения с итальянской певицей Лаурой Паузини и итальянским телеведущим Алессандро Каттеланом.
Помимо музыкальной карьеры, Мика также работал как визуальный художник и дизайнер над различными проектами, среди которых солнцезащитные очки для итальянской компании Lozza a clothing line for Belgian retailer JBC,, ручки к 100-летию Pilot и (вместе со своей сестрой Ясмин) наручные часы для швейцарской компании Swatch.

## Биография и карьера

### 1983–2006: Детство и ранняя карьера
Мика родился в Бейруте, третий из пяти детей (три сестры Ясмин, Палома и Зулейка, а также брат Фортунэ). Его мать была ливанкой, родилась в Америке, отец американцем, родился в Израиле. Мэри Джоан «Джоанни» (в девичестве Муакад, дочь Джон Муакад и Одетт Фарах) и Майкл Холбрук Пенниман (сын Уильяма Фредерика Пеннимана III и Дороти Дьяр). Его отец работал банкиром и родился в Иерусалиме, где его собственный отец — дед Мики по отцовской линии, Уильям Фредерик Пенниман III — работал дипломатом.
Когда Мике был год, его семья была вынуждена покинуть Ливан из-за войны и переехать в Париж, Франция. Первой музыкальной композицией, которую он научился играть, была песня Джо Дассена «Les Champs-Élysées». В возрасте 7 лет написал первую песню, инструментальную часть для фортепиано под названием «Angry», которую он описал,  как "ужасно". В 9 лет с семьёй переехал в Лондон. Там посещал «Французский лицей им. Шарля де Голля», где он подвергся травле. Также он испытывал проблемы с дислексией. В результате чего его матерью был переведён на домашнее обучение в 12 лет. Позже он посещал школу «St Philip's School» в Кенсингтоне, где он был руководителем «Schola Cantorum» (при школе «St. Philip's Choir»). Позже посещал «Вестминстерский колледж» и «Королевский колледж музыки», которые он оставил для записи своего первого альбома «Casablanca Records». Ребёнком начал учиться пению под руководством вокального педагога Аллы Аблабердиевой.
В 2006 году первым синглом певца стала песня «Relax, Take It Easy». Песня вошла в плейлист «BBC Radio 1» и стала записью недели Диджея Скотта Миллса. Мини-альбом «Dodgy Holiday» стал доступен для скачивания. Песня «Billy Brown» из альбома «Life in Cartoon Motion» стала доступна для свободного скачивания на одну неделю в iTunes Store. Композиция под заголовком «Over-rated», которая была записана в 2004 году, была «неофициально» выпущена онлайн. Его дебют на радиостанции состоялся на «BBC Radio 2» в шоу Дермот О'Лири в сентябре 2006 года.

### 2007–2008:Life in Cartoon Motion
Сравнение с Фредди Меркьюри превосходно. Оно началось задолго до того, как я сделал запись — я даже упомянул об этом в песне «Grace Kelly». Сравнение с Фредди это комплимент. Он гений и один из прекрасных людей когда-либо живших.
19 января 2007 года Мика появился на передачах «Later... with Jools Holland» и в «The Friday Night Project». В том же месяце Мика был на вершине списка «Sound of...». Его сингл «Grace Kelly» был выпущен музыкальным лейблом «Universal Music» цифровым изданием 9 января 2007 года. 21 января 2007 года сингл достиг первой строчки чарта UK Singles Chart.
В июне 2007 года состоялись гастроли певца на территории США, при поддержке Сары Бареллис и Натальи Леш. Дебютный альбом «Life in Cartoon Motion» был выпущен 5 февраля 2007 года и в тексте упоминались такие известные личности, как Фредди Меркьюри, Scissor Sisters, Элтон Джон, Принс, Робби Уильямс и Дэвид Боуи. Песня «Grace Kelly», в тексте упоминается Меркьюри: «Я пытался быть, как Грейс Келли / Но её взгляд так печален / Я попытался походить на Фреди / У меня расстройство личности!».
Мика был музыкальным исполнителем на «The Tonight Show with Jay Leno» 26 марта 2007 года и 14 февраля 2008 года, а также на «Jimmy Kimmel Live!» 27 марта 2007 года. Он также выступил с живым концертом на программе «So You Think You Can Dance» 26 июля 2007 года.
10 октября 2007 года Мика провёл тур «Dodgy Holiday Tour», где выступил на площадках по всей Европе. 17 ноября 2007 года певец начал британскую часть своего тура при поддержке группы «Palladium». Выступления в Северной Америке начал в январе 2008 года при поддержке таких групп, как «The Midway State» и «Creature» и продолжалась до февраля с последним выступлением в Лос-Анджелесе на 50-й ежегодной премии «Грэмми».
Его дебютный альбом «Life in Cartoon Motion» имеет тему совершеннолетия и рассказывает о его переходе из детства в настоящее, хотя Мика заявил, что не все песни автобиографические. Его песни затрагивают сложные темы. Например, в песне «Big Girl (You Are Beautiful)», исследуется тема полных женщин, страдающих от дискриминации из-за их лишнего веса. Мика сказал, что его мать была полной женщиной и что он видел предубеждения против неё, и это помогло ему написать эту песню. В другом примере, в песне «Billy Brown» Мика поёт о женатом мужчине, имеющем гомосексуальные связи.
20 февраля 2008 года Мика открыл церемонию «2008 Brit Awards» с песнями «Love Today», «Grace Kelly», в дуэте с Бет Дитто с песней «Standing in the Way of Control». Позже, в 2008 году был награждён в номинации «Лучший британский новый исполнитель».
По сообщениям, Мика писал песни для других музыкантов, сообщим: «Я пишу песни для других людей под разными именами. У меня есть небольшая семья с тремя именами. Одно из них было раскрыто, это Элис».

### 2009–2010:The Boy Who Knew Too Much
Перед выпуском второго студийного альбома, 8 июня 2009 года Мика выпустил ограниченную серию мини-альбома с заголовком Songs for Sorrow. Мини-альбом включает 4 композиции и 68-страничную книгу с текстами и эксклюзивными иллюстрированными интерпретациями к каждой песне, нарисованными его любимыми художниками. Песня «Blue Eyes» была использована в продвижении мини-альбома и была в плейлисте радиостанции «BBC Radio 2».
Второй студийный альбом The Boy Who Knew Too Much был выпущен 21 сентября 2009 года. Мика записал бо́льшую часть альбома в Лос-Анджелесе с продюсером и музыкантом Грегом Уэллсом, который ранее помог с продюсированием Мике с первым альбом «Life in Cartoon Motion». Альбом певцом был описан, как переживание подростковых лет и «в некотором смысле это своего рода вторая часть» его первого альбома.
Сперва альбом был назван «We Are Golden» по первому синглу изданному с альбома. В интервью от 20 июля 2009 года в прямом эфире на радиостанции «BBC Radio 1» диджею Джо Уайли, Мика сообщил, что рассматривает возможность переименования альбома, потому что хотел бы «что-то более смешное». 6 августа 2009 года было подтверждено, что название альбома сменилось на «The Boy Who Knew Too Much».
Премьера первого сингла «We Are Golden» состоялась в Соединённом королевстве 20 июля 2009 года, на радиостанции «BBC Radio 2» и была доступна для скачивания 6 сентября 2009 года, физический релиз состоялся 7 сентября 2009 года. Сингл дебютировал под номером 4 на «UK Singles Chart» 13 сентября 2009 года. Промо-тур Мики с синглом включал живые выступления на «iTunes Festival 2009» в «The Roundhouse» в Камден, Лондон и на Friday Night with Jonathan Ross в сентябре 2009 года. Сообщалось, что Мика потратил 25 тысяч фунтов стерлингов на напитки, после приглашения через социальную сеть Twitter поклонникам зайти в местный паб для того, чтобы отметить выпуск его сингла.
Песня «Blame It on the Girls» была издана, как второй сингл в США и Японии. Ещё одной выпущенной композицией 23 ноября стала песня Rain. Сингл «Blame It on the Girls» был выпущен 15 февраля 2010 года. Промо-тур по Америке состоял из живых выступлений на Good Morning America в Нью-Йорке, 25 сентября 2009 года и на Позднее шоу с Дэвидом Леттерманом, 14 октября 2009 года.
В ноябре 2009 года Мика исполнил песни «Rain» и «We Are Golden» на живом выступлении в Сиднейском оперном театре в рамках большого финала мероприятия Australian Idol. Также, выступил на программе Sunrise транслируемой на телеканале Seven Network в Австралии.
30 сентября 2009 года Мика выступил с песней «Let It Snow» в дуэте с японской поп звездой Хикару Утада.
21 марта 2010 года выступил с песней Gave It All Away с группой Boyzone на телеканале ITV1 с концертом Boyzone: A Tribute To Stephen Gately.
В марте 2010 года во Франции Мика был награждён Орденом Искусств и литературы (Chevalier (Knight)) за заслуги в музыке.
В мае 2010 года был выпущен сингл Kick Ass (We Are Young) к фильму 2010 года «Пипец».

### 2010–2014:The Origin of Love,X Factor ItalyиSongbook Vol.1
До издания его третьего альбома, Мика заявил в нескольких интервью, что предстоящий альбом будет более простой поп, менее многослойный, чем предыдущий. 17 июня певцом альбом был анонсирован под называнием «The Origin of Love». По словам певца, альбом будет включать несколько песен на французском языке и музыкальный стиль будет близок к Daft Punk и Fleetwood Mac. Мика назвал альбом менее детским и более серьёзным.
Первым синглом с альбома стала песня «Elle me dit», первая композиция на французском языке. Был выпущен онлайн 1 июля 2011 года. Для записи певец сотрудничал с несколькими артистами для создания песен, например, Ник Литтлмор, Empire of the Sun, Пол Стил, frYars, Doriand, Присцилла Ренея, Billboard, Хиллари Линдси, Фаррелл Уильямс, Бенни Бенасси, Клас Олунд. Грег Уэллс принимал участие в создании альбома в то время, когда он создавал свой альбом. Мика внёс свой вклад в создание альбома альбома группы The All-American Rejects.
8 июня 2012 года на видео сервисе Vimeo был выпущено видео на песню «Make You Happy». Песня стала «Buzz singles» (Промозапись). 14 июня 2012 года, был выпущен сингл Celebrate, с участием Фаррелла Уильямса Альбом был издан на 17 сентября 2012 года и в Великобритании 8 октября 2012 года.
6 марта 2013 года Мика анонсировал новое турне и что после небольшого перерыва займётся создание своего четвёртого альбома и написанием песен для артистов. Также был намёк на то, что альбом может быть выпущен к концу 2013 года.
23 апреля 2013 года Мика стал новым судьёй седьмого сезона X Factor. Он стал первым международным наставником. Мика вернулся в 8 и 9 эпизодах шоу до того, пока не покинул и не сосредоточился на других проектах.
13 ноября 2013 года был выпущен музыкальный сборник, в Италии вышел под названием «Songbook Vol. 1», в плейлист были включены песни из его трёх альбомов, плюс включены переработанные треки.
Также, в 2013 году, Мика и его сестра Ясмин разработали два дизайна для часов «Swatch», в честь 30-летия компании. Часы были представлены в ноябре 2013 года на Венецианской биеннале.
17 января 2014 года Мика участвовал в итальянской ТВ шоу Le invasioni barbariche на телеканале La7. Выступил в дуэте с лауреатом Нобелевской премии по литературе — Дарио Фо, с песней «Ho visto un Re», написанная Дарио Фо и исполненная Энцо Янначчи.
В 2014 году Мика был выбран в роли судьи/наставника организаторами во французской версии The Voice: la plus belle voix. Один из участников, Кенджи Жирак, стал победителем конкурса.

### 2015–2018:No Place in Heaven
В феврале 2015 года Мика выступил с тремя концертами с «Montreal Symphony Orchestra» под руководством дирижера Саймона Леклерка. На концертах были исполнены песни, которые были написаны Микой и Саймоном для симфонического оркестра. Концерты были встречены положительно с такими словами, как «незабываемо» и «прекрасное сотрудничество артиста и оркестра».
Четвёртый альбом Мики «No Place in Heaven» был выпущен 15 июня 2015 года. Певец описал альбом, как «прямой, сдержанный, открытый, откровенный, игривый, но зрелый поп-альбом, вдохновлённый поп-музыкой 60-х». 13 ноября 2015 года альбом был переиздан в двух дисках и в издании «deluxe edition». Издание включает в себя несколько дополнительных композиции на первом диске, на втором диске песни Мики с оркестром «L'Orchestre Symphonique De Montreal».
Последующий год Мика начал с его собственного шоу под названием «Stasera Casa Mika» транслировавшийся на территории Италии. В шоу принимали участие итальянские актёры, музыканты и другие известные личности, например Кайли Миноуг, Стинг, LP, Дита фон Тиз. Помимо музыки в шоу имелись комедийные зарисовки на жизнь в Италии. В 2017 году шоу завоевала премию «Золотая Роза» в номинации «Лучшее развлекательне шоу».
В мае 2016 года Мика и его сестра Ясмин представили ещё одни часы с их собственным дизайном.
В феврале 2017 года Мика выступил на Sanremo Music Festival, где отдал дань уважения Джорджу Майклу.
Был выпущен сингл «It's My House», которая послужила заглавной песней для второй серии его шоу «Stasera Casa Mika» в октябре 2017 года.
В конце 2017 года Мика начал сотрудничество с «Pilot pens». Он и его сестра Ясмин разработали дизайн к коллекции 24 различным ручкам в честь 100-летия производителя. В рамках продвижения сотрудничества, на песню «Celebrate» был создан ремикс Райаном Рибак, который был использован в рекламе.
В 2018 году Мика участвовал в «Adam to Eve no Ringo», в дань уважения японской певице Ринго Сиина, где спел кавер на песню Сиины «Sid to Hakuchūmu» с её дебютного альбома Muzai Moratorium, изданный в 1999 году.

### 2019–2020:My Name Is Michael Holbrook
В мае 2019 года был выпущен сингл «Ice Cream» и анонсирован пятый студийный альбом My Name Is Michael Holbrook с датой релиза 4 октября 2019 года. Такие синглы, как «Tiny Love», «Dear Jealousy», «Tomorrow» и «Sanremo» были выпущены перед поступлением в продажи альбома.
Альбом рекламировался в Северной Америке в сентябре 2019 года в рамках турне «Tiny Love Tiny Tour» на небольших площадках в таких городах, как Нью-Йорк, Монреаль, Сан-Франциско, Лос-Анджелес и Мехико. В дополнение Мика появился на американском ТВ шоу «Late Night with Seth Meyers» 11 сентября 2019 года, исполнив песню из нового альбома «Tiny Love» и песню «Big Girl» из дебютного альбома «Life in Cartoon Motion».
В октябре 2019 года Мика был удостоен музыкальной наградой «2019 Virgin Atlantic Attitude Awards» проведённый журналом Attitude в Лондоне. В интервью журнала «Attitude» Мика отметил: «Если бы я у меня не было музыки, я бы не смог понимать свою сексуальность и справиться с ней.»
Мика начал мировое турне под названием «Revelation Tour» 10 ноября 2019 года в Лондоне. В планах тура было выступление в Испании, Франции, Италии, Швейцарии и Бельгии. И продолжится в 2020 году с выступлением в Нидерландах, Люксембурге, Франции и Италии, также будут концерты в Новой Зеландии, Австралии, Южной Корее и Японии.
Между концертными остановками Мика несколько раз появлялся на телевидении, в том числе: в прямом эфире эпизода «X Factor Italia» (24 октября 2019 года); в финале «France's The Voice Kids» (октябрь 2019 года); и в прямом эфире финала «Danse Avec les Stars» (23 ноября 2019 года).
Мика выступил на верхней площадке Эйфелевой башни, в честь празднования 130-летия архитектурной достопримечательности в октябре 2019 года в Париже.
В январе 2020 года, певец выпустил альбом «MIKA Live at Brooklyn Steel» только для цифровой загрузки/потоковой передачи. Запись альбома была сделана 13 сентября 2019 года в зале «Brooklyn Steel» в Нью-Йорке.
В сезоне программы «X Factor Italia» лето/осень 2020 года Мика вернулся в роли судьи.
19 сентября 2020 года, Мик принял участие в онлайн концерте в поддержку города Бейрут, в помощь жителям города после разрушительного взрыва в порту города. Концерт прошёл под названием «I Love Beirut», где выступили известные исполнители — Кайли Миноуг, Данна Паола, Луан Эмера, Сальма Хайек и Руфус Уэйнрайт В ходе концерта было собрано более одного миллиона фунтов стерлингов. В знак признания его усилий по оказанию помощи Ливану, певец был награждён Орденом Заслуги в начале 2021 года.
Накануне Рождества, Мика провёл концерт «Do Re MIKA Sol» в пользу благотворительной организации «Imagine for Margo». Этот концерт состоялся в педиатрическом отделении Института Кюри. Концерт транслировался в социальной сети Facebook. Певец исполнил несколько рождественских песен для пациентов и их семей, а также в сопровождении членов «100 Voices of Gospel».
В конце 2020 года, Мика выступил несколько раз в Версальском дворце. В середине декабря провёл концерт в театре Королевская опера Версаля с различными классическими и другими музыкантами. На этом концерте ему аккомпанировали:
- Виолончелист Готье Капусон
- Сопрано Ида Фальк-Виланд
- Контр-тенор Якуб Юзеф Орлиньский
- Гитарист Тибо Гарсия
- 100 Voices of Gospel Choir

Концерт был записан и впоследствии транслировался на международном уровне. Кроме того, альбом концерта «Mika a l'Opéra Royal de Versailles» позже был доступен в качестве цифрового скачивания/потокового релиза в начале 2021 года.
Мика выступил на новогоднем празднике «La Grande Soiree», трансляция велась из Версаля на телеканале France 2. Певец исполнил восьми-минутное выступление с известными песнями. Завершилась программа отсчётом до полуночи и исполнив музыку на фоне удивительного пиротехнического шоу и фейерверка.

### 2021-2022: Другие предприятия во время пандемии COVID-19
В марте 2021 года Мика запустил проект, который был назван выставкой под открытым небом, призванной вернуть Парижу краски. Сотрудничая с несколькими художниками и своей сестрой Ясмин, была создана серия плакатов, которые были размещены на колоннах Морриса и других рекламных щитах по всему городу.
К весне 2021 года пандемия COVID-19 была взята под контроль, Мика объявил о двух концертах в Парижской филармонии в октябре. Концерты состоялись при поддержке Национального оркестра Иль-де-Франс и Choeur Stella Maris.
В рамках «Pride Month» Мика сотрудничал с платформой для поиска работы «Indeed» в рамках инициативы под названием «Soundtrack of Empathy». Эта инициатива призвала работников поделиться своими музыкальными плейлистами с коллегами в попытке создать более эмпатичное рабочее место. Наряду с «Soundtrack of Empathy» Мика выступил на благотворительном концерте, который транслировался в прямом эфире и собрал 40 000 долларов для фонда Леди Гаги «Born This Way Foundation». Так же был проведён круглый стол с участием выбранных певцом артистов, которые говорили об общем языке музыки и о том, как она естественным образом побуждает к сопереживанию и вызывает чувство уязвимости.
Мика выступил на двух частных концертах, организованных ювелирной компанией «Chopard» во время Каннского кинофестиваля в июле.
В 2021 году Мика продолжил свою работу в качестве судьи в «X Factor Italia», а также вновь принял участие в шоу «The Voice» во Франции, в специальном выпуске «All-Stars», посвящённом 10-летию шоу.
Концерты в Парижской филармонии состоялись 23 и 24 октября. Концерт 23 октября снимался на видео и позднее транслировался по телевидению во Франции и Италии.
В начале декабря 2021 года Мика объявил о продолжении сотрудничества с компанией «Indeed», которая выступила спонсором небольшого тура по Северной Америке весной 2022 года. С остановками в таких городах, как Нью-Йорк (Бруклин), Бостон, Монреаль и Торонто, тур с названием «For the Rite of Spring Tour» должен продлиться три недели в апреле.
После завершения тура «For the Rite of Spring Tour», Мика отправился в Турин, чтобы выступить в качестве соведущего на конкурсе «Евровидение 2022» вместе с итальянской певицей Лаурой Паузини и телеведущим Алессандро Каттеланом. Шоу транслировалось в прямом эфире по всему миру, а его аудитория достигла 161 миллиона зрителей. О своём опыте певец сказал в публикации в социальной сети Instagram: "Во время этого выступления я спрашивал себя, каково основное послание? На этот раз это была любовь. Это идея о том, что любовь — это единственное, что может разрушить барьеры, это единственное, что позволяет почувствовать себя супергероем. Любовь преодолевает всё остальное. Она открывает все двери. Когда вы чувствуете любовь, всё возможно. Когда вы не чувствуете любви, мир становится жёстче, суровее, мрачнее. Вся арена, каждый человек, включая разных артистов и делегации, получили в руки один и тот же флаг. Не флаг страны, а впервые на «Евровидении» — флаг любви. Флаг с красным сердцем. Все мы вместе махали им в воздухе, в прямом эфире, на гранд-финале «Евровидения».
13 мая певец выпустил синг «Yo Yo». Лирическое видео на сингл было выпущено в то же время. Мика впервые исполнил песню «Yo Yo» в рамках интервального номера в финале конкурса «Евровидение». Видеоклип на песню был снят Микой и вышел 14 июня.
Лето стало одним из самых напряжённых в жизни певца. Мика начал сезон с выступления в Disneyland Paris Pride, которое было отложено двумя годами ранее из-за пандемии.
Был участником в специальном выпуске «Take Pride Live!» посвящённом месяцу гордости на YouTube, спонсором которого выступила компания «Indeed», а ведущим стала Террелл Грайс. Во время программы состоялся дебют песни «Who's Gonna Love Me Now?».
На 3 июля 2022 года был объявлен концерт в знаменитом лондонском зале «Roundhouse». Это будет первый концерт Мики в Лондоне более чем за два года.
Между фестивальными выступлениями был записан сингл «Bolero» с итальянской певицей Baby K. Сингл вышел 17 июня, а видео с их участием — 14 июля. Мика исполнил сингл с Baby K на шоу «TIM Summer Hits» в Италии.
Кроме того, в декабре было объявлено о нескольких фестивальных датах во Франции.

### 2023 и предстоящие проекты
18 января 2023 года Мика выпустил новый сингл «Keep It Simple» с французским певцом и автором-исполнителем Вьянне.
Позднее в январе, был ведущим «Le Gala des Pieces Jaunes», благотворительное шоу в поддержку фонда «Paris' Hospital Foundation», который работает над улучшением повседневной жизни госпитализированных детей и их семей. Помимо роли ведущего, Мика исполнил попурри из своих песен, а также «Keep It Simple» с Вьянне. На гала-концерте так же выступила южнокорейская группа Blackpink, Фаррелл Уильямс, Паскаль Обиспо, Кид Кади, Готье Капюсон, Хатия Буниатишвили и Даниэль Лозакович. Шоу транслировалось по французскому телевидению 28 января.
Саундтрек Мики к франкоязычному фильму Принц пустыни был выпущен 3 февраля 2023 года. Для создания партитуры Мика сотрудничал со 160 музыкантами со всего мира, в том числе с известным южноафриканским художником Номфундо Мо и классические берберские музыканты из Марокко.
Британская телевизионная программа под названием Пианино, с участием Мики в качестве судьи, транслировался с 15 февраля 2023 года на телеканале Channel 4. Сериал создан продюсерской компанией Love Productions (также ответственный за другое телевизионное шоу «Лучший пекарь Британии»), где музыканты идут с выступлений на вокзалах по всей Великобритании до сцены в Royal Festival Hall. Ведущим стала Клаудия Уинклман, в шоу так же участвовал китайский концертирующий пианист Лан Лан в роли судьи рядом с Микой.
Мика стал ведущим исполнителем на «Балу роз 2023» (Bal de la Rose), ежегодном благотворительном гала-концерте, который проводится в пользу Princess Grace Foundation. 67-й выпуск Бала Роз был посвящён теме «Болливуд» и оформлен французским дизайнером Кристиан Лубутен. Младшая сестра Мики Зулейка сопровождала его на этом мероприятии.
Мика выступил с двумя концертами в Японии, 23 мая в Осаке и 24 мая в Токио Continuing on from Japan, MIKA performed in South Korea for the Seoul Jazz Festival on 26 May.. Мика вернулся на фестивальную сцену Великобритании в 2023 году и 26 апреля выступил на фестивале Cheltenham Jazz Festival, 18 июня на фестивале Isle of Wight и 21 июня на «Bristol Sounds Music Festival». За лето он выступил более чем в десятке разных европейских городах Mika will end his summer touring schedule with an appearance at Brava Madrid in Spain in September..
В настоящее время Мика работает над двумя новыми альбомами, один из которых полностью на французском языке, а другой — на английском. Сингл с франкоязычного альбома под названием C'est la vie, впервые был представлен на «Francofolies de Spa» в Бельгии. Выступление было снято на видео и впоследствии использовано в качестве клипа, когда сингл был официально выпущен 1 сентября 2023 года. В середине октября Мика наконец-то объявил название альбома Que ta tete fleurisse toujours. Que ta tête fleurisse toujours был выпущен 1 декабря 2023 года. Дата выхода англоязычного альбома пока не объявлена.
Ещё один сингл Apocalypse Calypso с франкоязычного альбома, был выпущен 20 октября 2023 года. Через несколько дней было опубликовано лирическое видео, а 3 ноября 2023 года — официальное музыкальное видео.
8 сентября Мика анонсировал тур в поддержку его нового альбома под названием «Apocalypse Calypso Tour», который начнётся в марте 2024 года. Тур посетит 16 городов Франции, а так же Люксембург, Женеву, Амстердам, Брюссель и Берлин. Затем Мика отправится в турне по Великобритании и Ирландии с посещением Брайтон, Манчестер, Вулверхэмптон, Лондон и Дублин.
Мика так же сотрудничает с организацией «Mêlée des Chœurs» в рамках инициативы, объединяющей музыку и регби. Студенты, которые были отобраны для исполнения национальных гимнов стран-участниц стартовавшего в сентябре Чемпионата мира по регби 2023, получали наставления от Мики. Певец выступил вместе с группой детей на финале Кубка мира по регби на Стад де Франс.
В начале октября Мика объявил, что снова присоединится к команде The Voice в 13 сезоне 2024 года в качестве судьи вместе с певоцм Вьянне, Зази, BigFlo и Oli.

## Личная жизнь
Настоящее имя Мики — Майкл Холбрук Пенниман младший, но его мать дала ему прозвище Мика (Mica). Став старше, он изменил букву 'c' на 'k'.
У Мики есть младший брат, одна младшая сестра и две старшие сестры. Его старшая сестра Ясмин работает под криптонимом ДаВак (DaWack), она нарисовала ему иллюстрации для музыкальных альбомом «Life in Cartoon Motion» и «The Boy Who Knew Too Much».
Помимо английского, Мика свободно говорит на французском, испанском и итальянском языках. В интервью от 28 октября 2009 года в программе «The Chris Moyles Show» на радиостанции BBC Radio 1 он сказал, что берёт уроки Севернокитайского языка девять лет, но всё ещё не говорит хорошо, также он упомянул, что три его сестры свободно говорят на этом языке. Он также немного говорит на арабском языке, но на ливанском диалекте. Мика имеет двойное гражданство Великобритании и США.
В начале его карьеры возникало много вопросов о его сексуальной ориентации. В сентябре 2009 года в интервью «Gay & Night» певец прокомментировал это: «Я никогда не вешал на себя ярлыков. Но если уж зашла речь об этом, то я никогда не ограничивал себя ни в чём, никогда не ограничивал себя с людьми, с которыми я сплю. Называйте меня как хотите. Называйте меня бисексуалом, если вам нужно какое-то определение для этого». Позже он дал интервью This is London: «Я не вешаю на людей ярлыки, потому что я могу влюбиться в кого угодно — буквально — в любой типаж, в любое тело. Я не придирчивый.».
Через несколько лет, в августе 2012 года в интервью журналу Instinct, певец назвал себя геем:

Если вы спросите, гей ли я, я отвечу — да. Написаны ли мои песни о моих отношениях с мужчиной? Я отвечу — да. Лишь благодаря своей музыке я нашёл в себе силы для того, чтобы примириться со своей сексуальностью не только в контексте текстов своих песен. Это — моя жизнь.
Оригинальный текст (англ.)If you ask me am I gay, I say yeah. Are these songs about my relationship with a man? I say yeah. And it’s only through my music that I’ve found the strength to come to terms with my sexuality beyond the context of just my lyrics. This is my real life.

В последнее время Мика более открыто рассказывает о своей семейной жизни и личных отношениях с режиссёром Андреасом Дерманисом, с которым он работал более 10 лет.
На протяжении многих лет певец сотрудничает с французской благотворительной организацией. В 2014 и 2015 годах Мика и покойный фотограф Петер Линдберг вместе работали над рекламной кампанией с целью благотворительности. Лицо Мики организация продолжает использовать в своей рекламе.
В декабре 2015 года Мика посетил Ливан с Агентством по делам беженцев при ООН и провёл время с беженцами, которые были вынуждены покинуть свои дома из-за конфликта в Сирии. С тех пор он сделал несколько видеообращений в поддержку этой организации и в ноябре 2017 года был специальным гостем на благотворительной акции в Милане.
Он заявил, что практикует Трансцендентальную медитацию и находит это полезным.

## Дискография
- Life in Cartoon Motion (2007)
- The Boy Who Knew Too Much[англ.] (2009)
- The Origin of Love (2012)
- No Place in Heaven[англ.] (2015)
- My Name Is Michael Holbrook[англ.] (2019)
- Принц пустыни[фр.]
- Que ta tête fleurisse toujours[англ.]

## Фильмография
- Live in Cartoon Motion[англ.] (2007)
- Live Parc des Princes Paris[англ.] (2008)
- Навязчивые ритмы (2014), в роли Люсио
- Пророк (2014), голос Мустафы во французской версии фильма
- Mika Love Paris - Live a Bercy (2016)
- Sinfonia Pop (2016)

## Туры
- Dodgy Holiday Tour (2007–2008)
- Songs for Sorrow Acoustic Tour (2009)
- 1955 Tour[англ.] (2009)
- Imaginarium Tour (2010)
- The Origin of Love Tour (2012)
- An Intimate Evening (2013)
- No Place Like Heaven Tour (2015–2016)
- Tiny Love Tiny Tour (2019)
- Revelation Tour (2019–2020)
- For the Rite of Spring (2022)
- Apocalypse Calypso Tour (2024)

## Награды и номинации
22 мая 2008 года Мика стал лауреатом престижной музыкальной премии Ivor Novello-2008 в номинации «Лучший автор песен».
24 января 2010 года Мика был удостоен Ордена Искусств и Литературы, одной из высших наград Франции.
| Награда                                    | Год  | Категория                                               | Номинация                            | Результат | Ref.    |
| ------------------------------------------ | ---- | ------------------------------------------------------- | ------------------------------------ | --------- | ------- |
| Amadeus Austrian Music Awards              | 2008 | Лучший международный сингл                              | «Grace Kelly»                        | Номинация |         |
| Attitude Awards                            | 2019 | The Music Award                                         | Mika                                 | Победа    | [ 140 ] |
| BBC Sound of...                            | 2007 | Sound of 2007                                           | Mika                                 | Победа    | [ 141 ] |
| BT Digital Music Awards                    | 2007 | Best Pop Artist                                         | Mika                                 | Номинация | [ 142 ] |
| Brit Awards                                | 2008 | Британский сингл года                                   | «Grace Kelly»                        | Номинация | [ 143 ] |
| Brit Awards                                | 2008 | Британский альбом года                                  | Life in Cartoon Motion               | Номинация | [ 143 ] |
| Brit Awards                                | 2008 | Британский прорыв года                                  | Mika                                 | Победа    | [ 143 ] |
| Brit Awards                                | 2008 | Лучший британский соло исполнитель                      | Mika                                 | Номинация | [ 143 ] |
| Brit Awards                                | 2010 | Лучший британский соло исполнитель                      | Mika                                 | Номинация | [ 144 ] |
| Capital FM's Awards                        | 2008 | Favorite UK Male Artist                                 | Mika                                 | Победа    | [ 145 ] |
| Capital FM's Awards                        | 2008 | Favorite UK Album                                       | Life in Cartoon Motion               | Победа    | [ 145 ] |
| Coca-Cola Onstage Awards                   | 2017 | Best International Pop Show                             | Mika                                 | Победа    | [ 146 ] |
| Danish Music Awards                        | 2008 | Foreign Newcomer of the Year                            | Mika                                 | Победа    | [ 147 ] |
| Премия Echo                                | 2008 | Best International Newcomer                             | Mika                                 | Победа    | [ 148 ] |
| Премия Echo                                | 2008 | Best International Male                                 | Mika                                 | Номинация | [ 148 ] |
| Flaiano Prizes                             | 2018 | Best Television Programm                                | Stasera casa Mika                    | Победа    | [ 149 ] |
| Denmark GAFFA Awards                       | 2020 | Best Foreign Solo Act                                   | Mika                                 | Номинация | [ 150 ] |
| Denmark GAFFA Awards                       | 2020 | Best Foreign Album                                      | My Name Is Michael Holbrook          | Номинация | [ 150 ] |
| GLAAD Media Award                          | 2020 | Outstanding Music Artist                                | My Name Is Michael Holbrook          | Номинация | [ 151 ] |
| Gay Music Chart Awards                     | 2015 | Best British Music Video                                | «Good Guys»                          | Победа    | [ 152 ] |
| Grammy Awards                              | 2008 | Премия «Грэмми» за лучшую танцевальную запись           | «Love Today»                         | Номинация | [ 153 ] |
| IFPI Hong Kong Top Sales Music Awards      | 2007 | Top 10 Best Selling Foreign Albums                      | Life in Cartoon Motion               | Победа    | [ 154 ] |
| Премия Айвора Новелло                      | 2008 | Songwriter of the Year                                  | Mika                                 | Победа    | [ 155 ] |
| Премия Айвора Новелло                      | 2008 | Best Selling British Song                               | «Grace Kelly»                        | Номинация | [ 155 ] |
| Los Premios 40 Principales                 | 2007 | Лучшая международная песня                              | «Grace Kelly»                        | Номинация |         |
| Los Premios 40 Principales                 | 2007 | Лучшая международный артист                             | Mika                                 | Номинация |         |
| MTV Asia Awards                            | 2008 | Прорыв артиста                                          | Mika                                 | Номинация |         |
| MTV Australia Awards                       | 2008 | Video of the Year                                       | «Happy Ending»                       | Номинация | [ 156 ] |
| MTV Europe Music Awards                    | 2007 | Лучшая песня                                            | «Grace Kelly»                        | Номинация | [ 157 ] |
| MTV Europe Music Awards                    | 2007 | Лучший артист                                           | Mika                                 | Номинация | [ 157 ] |
| MTV Europe Music Awards                    | 2009 | Лучший исполнитель                                      | Mika                                 | Номинация | [ 158 ] |
| Music Awards                               | 2008 | Man of the Year                                         | Mika                                 | Номинация | [ 159 ] |
| Music Awards                               | 2010 | Man of the Year                                         | Mika                                 | Номинация | [ 160 ] |
| Music Awards                               | 2011 | Too Much Award                                          | Mika                                 | Номинация | [ 161 ] |
| Music Awards                               | 2015 | #MTVAwardsStar                                          | Mika                                 | Номинация | [ 162 ] |
| MTV Video Music Awards Japan               | 2008 | 2008                                                    | «Grace Kelly»                        | Номинация | [ 163 ] |
| NME Awards                                 | 2008 | Worst Dressed                                           | Mika                                 | Номинация | [ 164 ] |
| NME Awards                                 | 2008 | Worst Album                                             | Life in Cartoon Motion               | Номинация | [ 164 ] |
| NRJ Music Awards                           | 2008 | International Song of the Year                          | «Relax, Take It Easy»                | Номинация | [ 165 ] |
| NRJ Music Awards                           | 2008 | Music Video of the Year                                 | «Relax, Take It Easy»                | Номинация | [ 165 ] |
| NRJ Music Awards                           | 2008 | International Album of the Year                         | Life in Cartoon Motion               | Номинация | [ 165 ] |
| NRJ Music Awards                           | 2008 | International Revelation of the Year                    | Mika                                 | Победа    | [ 165 ] |
| NRJ Music Awards                           | 2010 | International Male Artist of the Year                   | Mika                                 | Номинация | [ 166 ] |
| NRJ Music Awards                           | 2012 | International Male Artist of the Year                   | Mika                                 | Победа    | [ 167 ] |
| NRJ Music Awards                           | 2012 | International Song of the Year                          | «Elle me dit»                        | Номинация | [ 167 ] |
| NRJ Music Awards                           | 2012 | Music Video of the Year                                 | «Elle me dit»                        | Номинация | [ 167 ] |
| Nickelodeon Australian Kids' Choice Awards | 2007 | Fave International Singer                               | Mika                                 | Номинация | [ 168 ] |
| Nickelodeon UK Kids' Choice Awards         | 2007 | Best Music Video                                        | «Grace Kelly»                        | Номинация | [ 169 ] |
| Nickelodeon UK Kids' Choice Awards         | 2007 | Best Male Singer                                        | Mika                                 | Номинация | [ 169 ] |
| Nickelodeon UK Kids' Choice Awards         | 2008 | Best Singer                                             | Mika                                 | Номинация | [ 170 ] |
| Q Awards                                   | 2007 | Best Breakthrough Act                                   | Mika                                 | Номинация | [ 171 ] |
| Q Awards                                   | 2009 | Best Video                                              | «We Are Golden»                      | Номинация | [ 172 ] |
| Radio Disney Music Awards                  | 2014 | Best Musical Collaboration                              | «Popular Song» (feat. Ариана Гранде) | Номинация | [ 173 ] |
| Rose d'Or                                  | 2017 | Best Entertainment Series                               | Stasera casa Mika                    | Победа    | [ 174 ] |
| Swiss Music Awards                         | 2008 | Best International Newcomer                             | Mika                                 | Номинация |         |
| TMF Awards                                 | 2008 | Best International Pop                                  | Mika                                 | Победа    | [ 175 ] |
| TMF Awards                                 | 2008 | Best International Male                                 | Mika                                 | Номинация | [ 175 ] |
| TMF Awards                                 | 2008 | Best International New                                  | Mika                                 | Номинация | [ 175 ] |
| Teen Choice Awards                         | 2007 | en:Teen Choice Award for Choice Music – Breakout Artist | Mika                                 | Номинация |         |
| The Record of the Year                     | 2007 | Record of the Year                                      | «Grace Kelly»                        | Номинация |         |
| UK Festival Awards                         | 2007 | Best Festival Pop Act                                   | Mika                                 | Номинация | [ 176 ] |
| UK Music Video Awards                      | 2009 | Best Art Direction in a Video                           | «We Are Golden»                      | Номинация | [ 177 ] |
| Виктуар де ля мюзик                        | 2012 | Original Song of the Year                               | «Elle me dit»                        | Номинация | [ 178 ] |
| Virgin Media Music Awards                  | 2007 | Best UK Act                                             | Mika                                 | Номинация | [ 179 ] |
| Virgin Media Music Awards                  | 2007 | Most Fanciable Male                                     | Mika                                 | Номинация | [ 179 ] |
| Virgin Media Music Awards                  | 2007 | Best Track                                              | «Grace Kelly»                        | Номинация | [ 179 ] |
| Vodafone Live Music Awards                 | 2007 | Best Live Male                                          | Mika                                 | Победа    | [ 180 ] |
| World Music Awards                         | 2007 | World's Best Selling New Artist                         | Mika                                 | Победа    |         |
| World Music Awards                         | 2007 | World's Best Selling Pop/Rock Male Artist               | Mika                                 | Победа    |         |
| World Music Awards                         | 2007 | World's Best Selling British Artist                     | Mika                                 | Победа    |         |
| World Music Awards                         | 2014 | World's Best Live Act                                   | Mika                                 | Номинация | [ 181 ] |
| World Music Awards                         | 2014 | World's Best Male Act                                   | Mika                                 | Номинация | [ 181 ] |
| World Music Awards                         | 2014 | World's Best Entertainer                                | Mika                                 | Номинация | [ 181 ] |
| World Music Awards                         | 2014 | World's Best Song                                       | «Popular Song» (feat. Ariana Grande) | Номинация | [ 181 ] |
| World Music Awards                         | 2014 | World's Best Video                                      | «Popular Song» (feat. Ariana Grande) | Номинация | [ 181 ] |
| World Music Awards                         | 2014 | World's Best Video                                      | «Underwater»                         | Номинация | [ 181 ] |
| World Music Awards                         | 2014 | World's Best Song                                       | «Underwater»                         | Номинация | [ 181 ] |
| World Music Awards                         | 2014 | World's Best Album                                      | The Origin of Love                   | Номинация | [ 181 ] |
| World Music Awards                         | 2014 | World's Best Album                                      | Songbook Vol. 1                      | Номинация | [ 181 ] |